# Francis Bowen (Philosoph)

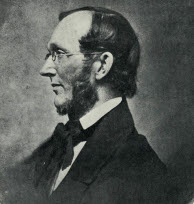
Francis Bowen

Francis Bowen (* 8. September 1811 in Charlestown, Massachusetts; † 21. Januar 1890 in Boston, Massachusetts) war ein US-amerikanischer Philosoph und Pädagoge.

## Leben
Bowen besuchte als Schüler von Benjamin Abbot die Phillips Exeter Academy und studierte von 1830 bis 1833 am Harvard College. Nach seinem Abschluss dort arbeitete er zunächst an der Phillips Exeter Academy, bevor er ab 1835 Dozent in Harvard wurde. Von 1839 bis 1841 bereiste Bowen Europa und traf dort unter anderem Jean-Charles-Léonard Simonde de Sismondi und Joseph Marie Degérando. Nachfolgend gab er unter anderem Vorlesungen am Lowell Institute in Boston. Eine Berufung Bowens auf eine Harvard-Professur für Geschichte scheiterte 1850 an einem vorangegangenen Streit mit dem Herausgeber und Historiker Robert Carter über die Ungarische Revolution 1848/1849. 1853 wurde Bowen als Nachfolger von James Walker in Harvard Alford professor of natural religion, moral philosophy and civil polity, die Professur hatte er bis zu seinem Eintritt in den Ruhestand 1889 inne.
Bowen wurde 1842 in die American Academy of Arts and Sciences gewählt. Von 1843 bis 1854 war er Herausgeber des North American Review.
Die Abteilung für Philosophie an der Harvard University vergibt einen Francis Bowen Prize für das beste Essay in Moralphilosophie oder Politischer Philosophie.

## Schriften
- Virgil, with English Notes (Bosten, 1842)
- Critical Essays on the History and Present Condition of Speculative Philosophy (Boston, 1842)
- Lowell Institute Lectures (1849; revised ed., 1855)
- Gekürzte Ausgabe von Dugald Stewarts Philosophy of the Human Mind (1854)
- Documents of the Constitution of England and America, from Magna Charta to the Federal Constitution of 1789 (Cambridge, 1854)
- Kurzbiographien von Steuben, Otis, und Benjamin Lincoln, in Sparks’ American Biography
- Principles of Political Economy, applied to the Condition, Resources, and Institutions of the American People (Boston, 1856)
- Überarbeitete Ausgabe von Reeves Übersetzung von De Tocquevilles Democracy in America (2 Bände, Cambridge, 1862)
- Treatise on Logic (1864)
- American Political Economy with remarks on the finances since the beginning of the civil war (New York, 1870)
- Modern Philosophy, from Descartes to Schopenhauer and Hartmann (1877)
- Gleanings from a Literary Life, 1838–1880 (1880)
- A Layman's Study of the English Bible, considered in its Literary and Secular Aspect (1886)